# Olympische Sommerspiele 1988/Schießen
Bei den XXIV. Olympischen Sommerspielen 1988 in Seoul fanden 13 Wettbewerbe im Sportschießen statt. Sieben Disziplinen waren den Männern und vier den Frauen vorbehalten, hinzu kamen zwei offene Disziplinen. Neu im Programm war nun, nachdem das Luftgewehr bereits 1984 seine olympische Premiere feiern konnte auch die Disziplin 10 m Luftpistole. Austragungsort war der internationale Schießstand im Stadtteil Taenung.

## Bilanz

### Medaillenspiegel
| Platz | Land               | Gold | Silber | Bronze | Gesamt |
| ----- | ------------------ | ---- | ------ | ------ | ------ |
| 1     | Sowjetunion        | 4    | 1      | 6      | 11     |
| 2     | Jugoslawien        | 2    | –      | 1      | 3      |
| 3     | BR Deutschland     | 1    | 1      | 1      | 3      |
| 4     | Bulgarien          | 1    | 1      | –      | 2      |
| 4     | DDR                | 1    | 1      | –      | 2      |
| 4     | Großbritannien     | 1    | 1      | –      | 2      |
| 4     | Tschechoslowakei   | 1    | 1      | –      | 2      |
| 8     | Norwegen           | 1    | –      | –      | 1      |
| 8     | Rumänien           | 1    | –      | –      | 1      |
| 10    | China              | –    | 1      | 1      | 2      |
| 11    | Chile              | –    | 1      | –      | 1      |
| 11    | Frankreich         | –    | 1      | –      | 1      |
| 11    | Japan              | –    | 1      | –      | 1      |
| 11    | Schweden           | –    | 1      | –      | 1      |
| 11    | Südkorea           | –    | 1      | –      | 1      |
| 11    | Vereinigte Staaten | –    | 1      | –      | 1      |
| 17    | Ungarn             | –    | –      | 2      | 2      |
| 18    | Belgien            | –    | –      | 1      | 1      |
| 18    | Spanien            | –    | –      | 1      | 1      |

### Medaillengewinner
| Konkurrenz                           | Gold              | Silber            | Bronze             |
| ------------------------------------ | ----------------- | ----------------- | ------------------ |
| Kleinkaliber Dreistellungskampf 50 m | Malcolm Cooper    | Alister Allan     | Kirill Iwanow      |
| Kleinkaliber liegend 50 m            | Miroslav Varga    | Cha Young-chul    | Attila Záhonyi     |
| Laufende Scheibe 50 m                | Tor Heiestad      | Huang Shiping     | Hennadij Awramenko |
| Luftgewehr 10 m                      | Goran Maksimović  | Nicolas Berthelot | Johann Riederer    |
| Freie Pistole 50 m                   | Sorin Babii       | Ragnar Skanåker   | Ihar Bassinski     |
| Schnellfeuerpistole 25 m             | Afanasijs Kuzmins | Ralf Schumann     | Zoltán Kovács      |
| Luftpistole 10 m                     | Tanju Kirjakow    | Erich Buljung     | Xu Haifeng         |

| Konkurrenz                           | Gold            | Silber            | Bronze                  |
| ------------------------------------ | --------------- | ----------------- | ----------------------- |
| Kleinkaliber Dreistellungskampf 50 m | Silvia Sperber  | Wessela Letschewa | Walentina Tscherkassowa |
| Luftgewehr 10 m                      | Iryna Schylawa  | Silvia Sperber    | Anna Maluchina          |
| Sportpistole 25 m                    | Nino Salukwadse | Michiko Hasegawa  | Jasna Šekarić           |
| Luftpistole 10 m                     | Jasna Šekarić   | Nino Salukwadse   | Marina Dobrantschewa    |

| Konkurrenz | Gold           | Silber                 | Bronze          |
| ---------- | -------------- | ---------------------- | --------------- |
| Skeet      | Axel Wegner    | Alfonso de Iruarrizaga | Jorge Guardiola |
| Trap       | Dmytro Monakow | Miloslav Bednařík      | Frans Peeters   |

## Ergebnisse Männer

### Kleinkaliber Dreistellungskampf 50 m
| Platz | Land | Sportler               | Punkte      |
| ----- | ---- | ---------------------- | ----------- |
| 1     | GBR  | Malcolm Cooper         | 1279,3 (OR) |
| 2     | GBR  | Alister Allan          | 1275,6      |
| 3     | URS  | Kirill Iwanow          | 1275,0      |
| 4     | DEN  | Klavs Jørn Christensen | 1273,6      |
| 5     | USA  | Glenn Dubis            | 1273,5      |
| 6     | URS  | Hratschja Petikjan     | 1272,2      |
| 7     | NOR  | Harald Stenvaag        | 1271,7      |
| 8     | YUG  | Goran Maksimović       | 1271,5      |
|       |      |                        |             |
| 10    | GDR  | Andreas Wolfram        | 1172        |
| 18    | GDR  | Olaf Hess              | 1167        |
| 18    | SUI  | Norbert Sturny         | 1167        |
| 28    | FRG  | Ulrich Lind            | 1161        |
| 35    | SUI  | Pierre-Alain Dufaux    | 1158        |
| 36    | AUT  | Lothar Heinrich        | 1157        |
| 38    | AUT  | Johannes Gufler        | 1155        |
| 38    | FRG  | Kurt Hillenbrand       | 1155        |

Datum: 22. September 1988 

47 Teilnehmer aus 25 Ländern

### Kleinkaliber liegend 50 m
| Platz | Land | Sportler            | Punkte     |
| ----- | ---- | ------------------- | ---------- |
| 1     | TCH  | Miroslav Varga      | 703,9 (OR) |
| 2     | KOR  | Cha Young-chul      | 702,8      |
| 3     | HUN  | Attila Záhonyi      | 701,9      |
| 4     | TCH  | Pavel Soukenik      | 701,2      |
| 5     | GBR  | Alister Allan       | 700,9      |
| 6     | CHN  | Xu Xiaoguang        | 700,6      |
| 7     | FRG  | Bernd Rücker        | 700,5      |
| 8     | CAN  | Michael Ashcroft    | 698,5      |
|       |      |                     |            |
| 15    | AUT  | Lothar Heinrich     | 595        |
| 15    | GDR  | Olaf Hess           | 595        |
| 15    | GDR  | Andreas Wolfram     | 595        |
| 24    | SUI  | Pierre-Alain Dufaux | 594        |
| 24    | SUI  | Norbert Sturny      | 594        |
| 41    | FRG  | Kurt Hillenbrand    | 590        |
| 45    | AUT  | Albert Deuring      | 590        |
| 53    | LUX  | Roland Jacoby       | 583        |

Datum: 19. September 1988 

55 Teilnehmer aus 33 Ländern

### Laufende Scheibe 50 m
| Platz | Land | Sportler             | Punkte   |
| ----- | ---- | -------------------- | -------- |
| 1     | NOR  | Tor Heiestad         | 689 (OR) |
| 2     | CHN  | Huang Shiping        | 687      |
| 3     | URS  | Hennadij Awramenko   | 686      |
| 4     | TCH  | Ján Kermiet          | 679      |
| 5     | HUN  | András Doleschall    | 588      |
| 6     | HUN  | Attila Solti         | 588      |
| 7     | GDR  | Thomas Pfeffer       | 587      |
| 8     | FRG  | Christian Stützinger | 586      |
|       |      |                      |          |
| 15    | GDR  | Mike Herrmann        | 582      |

Datum: 23. September 1988 

23 Teilnehmer aus 16 Ländern

### Luftgewehr 10 m
| Platz | Land | Sportler            | Punkte     |
| ----- | ---- | ------------------- | ---------- |
| 1     | YUG  | Goran Maksimović    | 695,6 (OR) |
| 2     | FRA  | Nicolas Berthelot   | 694,2      |
| 3     | FRG  | Johann Riederer     | 694,0      |
| 4     | USA  | Robert Foth         | 692,5      |
| 5     | NOR  | Harald Stenvaag     | 692,0      |
| 6     | HUN  | Attila Záhonyi      | 691,4      |
| 7     | KOR  | An Byung-kyun       | 690,7      |
| 8     | GDR  | Andreas Wolfram     | 689,8      |
|       |      |                     |            |
| 17    | FRG  | Matthias Stich      | 587        |
| 17    | SUI  | Hanspeter Ziörjen   | 587        |
| 34    | AUT  | Albert Deuring      | 581        |
| 34    | LUX  | Jean-Claude Kremer  | 581        |
| 41    | AUT  | Johannes Gufler     | 577        |
| 44    | SUI  | Pierre-Alain Dufaux | 573        |

Datum: 20. September 1988 

46 Teilnehmer aus 30 Ländern

### Freie Pistole 50 m
| Platz | Land | Sportler             | Punkte   |
| ----- | ---- | -------------------- | -------- |
| 1     | ROM  | Sorin Babii          | 660 (OR) |
| 2     | SWE  | Ragnar Skanåker      | 657      |
| 3     | URS  | Ihar Bassinski       | 657      |
| 4     | BUL  | Tanju Kirjakow       | 656      |
| 5     | GDR  | Gernot Eder          | 654      |
| 6     | HUN  | Gyula Karácsony      | 654      |
| 7     | FRG  | Arndt Kaspar         | 651      |
| 8     | CHN  | Wang Yifu            | 651      |
| 9     | GDR  | Uwe Potteck          | 559      |
|       |      |                      |          |
| 23    | FRG  | Alfons Messerschmitt | 554      |
| 32    | AUT  | Hans Hierzer         | 550      |
| 36    | SUI  | Rolf Beutler         | 545      |
| 38    | AUT  | Horst Krasser        | 543      |

Datum: 18. September 1988 

43 Teilnehmer aus 31 Ländern

### Schnellfeuerpistole 25 m
| Platz | Land | Sportler          | Punkte   |
| ----- | ---- | ----------------- | -------- |
| 1     | URS  | Afanasijs Kuzmins | 698 (OR) |
| 2     | GDR  | Ralf Schumann     | 696      |
| 3     | HUN  | Zoltán Kovács     | 693      |
| 4     | ITA  | Alberto Sevieri   | 693      |
| 5     | POL  | Adam Kaczmarek    | 691      |
| 6     | COL  | Bernardo Tobar    | 690      |
| 7     | USA  | John McNally      | 690      |
| 8     | FRG  | Dirk Köhler       | 689      |
|       |      |                   |          |
| 13    | SUI  | Hans Schneider    | 590      |
| 16    | SUI  | Anton Küchler     | 589      |
| 18    | GDR  | Roland Müller     | 588      |
| 29    | AUT  | Hermann Sailer    | 584      |

Datum: 23. September 1988 

32 Teilnehmer aus 23 Ländern

### Luftpistole 10 m
| Platz | Land | Sportler             | Punkte     |
| ----- | ---- | -------------------- | ---------- |
| 1     | BUL  | Tanju Kirjakow       | 687,9 (OR) |
| 2     | USA  | Erich Buljung        | 687,9 (OR) |
| 3     | CHN  | Xu Haifeng           | 684,5      |
| 4     | ROM  | Sorin Babii          | 683,3      |
| 5     | URS  | Ihar Bassinski       | 683,2      |
| 6     | TCH  | Miroslav Růžička     | 681,4      |
| 7     | POL  | Jerzy Pietrzak       | 678,3      |
| 8     | URS  | Boris Kokorew        | 678,3      |
| 9     | GDR  | Gernot Eder          | 581        |
| 10    | GDR  | Jens Potteck         | 580        |
|       |      |                      |            |
| 12    | FRG  | Arndt Kaspar         | 579        |
| 18    | FRG  | Alfons Messerschmitt | 577        |
| 22    | SUI  | Rolf Beutler         | 576        |
| 34    | AUT  | Horst Krasser        | 569        |
| 40    | AUT  | Hans Hierzer         | 565        |

Datum: 24. September 1988 

44 Teilnehmer aus 29 Ländern

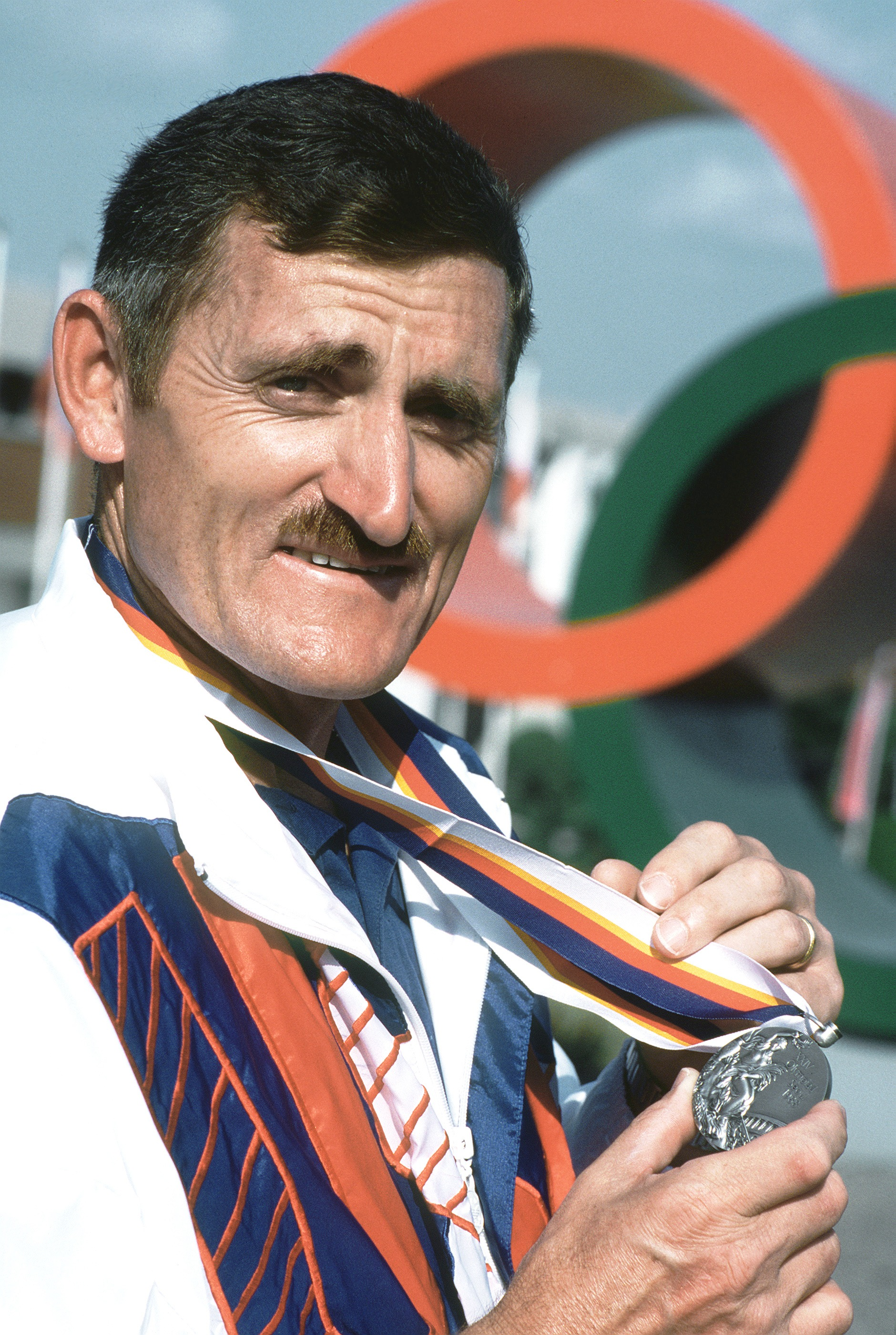
Erich Buljung

Kirjakow gewann die Goldmedaille aufgrund der besseren Leistung im Finaldurchgang.

## Ergebnisse Frauen

### Kleinkaliber Dreistellungskampf 50 m
| Platz | Land | Sportlerin              | Punkte     |
| ----- | ---- | ----------------------- | ---------- |
| 1     | FRG  | Silvia Sperber          | 685,6 (OR) |
| 2     | BUL  | Wessela Letschewa       | 683,2      |
| 3     | URS  | Walentina Tscherkassowa | 681,4      |
| 4     | GDR  | Katja Klepp             | 680,5      |
| 5     | CAN  | Sharon Bowes            | 680,5      |
| 6     | URS  | Anna Maluchina          | 678,4      |
| 7     | USA  | Launi Meili             | 676,5      |
| 8     | SWE  | Anita Karlsson          | 676,4      |
| 9     | SUI  | Irène Dufaux            | 581        |
|       |      |                         |            |
| 11    | FRG  | Selma Sonnet            | 580        |
| 16    | AUT  | Sylvia Baldessarini     | 578        |
| 20    | AUT  | Dorothee Deuring        | 576        |
| 34    | SUI  | Gaby Bühlmann           | 561        |

Datum: 21. September 1988 

37 Teilnehmerinnen aus 22 Ländern

### Luftgewehr 10 m
| Platz | Land | Sportlerin          | Punkte     |
| ----- | ---- | ------------------- | ---------- |
| 1     | URS  | Iryna Schylawa      | 498,5 (OR) |
| 2     | FRG  | Silvia Sperber      | 497,5      |
| 3     | URS  | Anna Maluchina      | 495,6      |
| 4     | CHN  | Zhang Qiuping       | 494,7      |
| 5     | FIN  | Pirjo Peltola       | 493,6      |
| 6     | USA  | Launi Meili         | 493,3      |
| 7     | CAN  | Sharon Bowes        | 493,1      |
| 8     | SUI  | Gaby Bühlmann       | 493,0      |
| 9     | AUT  | Sylvia Baldessarini | 393        |
|       |      |                     |            |
| 15    | SUI  | Irène Dufour        | 390        |
| 17    | FRG  | Carmen Giese        | 389        |
| 33    | AUT  | Barbara Troger      | 383        |
| 37    | GDR  | Katja Klepp         | 381        |

Datum: 18. September 1988 

45 Teilnehmerinnen aus 29 Ländern

### Sportpistole 25 m
| Platz | Land | Sportlerin           | Punkte   |
| ----- | ---- | -------------------- | -------- |
| 1     | URS  | Nino Salukwadse      | 690 (OR) |
| 2     | JPN  | Michiko Hasegawa     | 686      |
| 3     | YUG  | Jasna Šekarić        | 686      |
| 4     | FRG  | Lieselotte Breker    | 685      |
| 5     | HUN  | Ágnes Ferencz        | 685      |
| 6     | SWE  | Kristina Fries       | 685      |
| 7     | FRA  | Evelyne Manchon      | 684      |
| 8     | URS  | Marina Dobrantschewa | 682      |
|       |      |                      |          |
| 12    | FRG  | Anetta Kalinowski    | 581      |
| 18    | AUT  | Christine Strahalm   | 580      |
| 24    | GDR  | Anke Völker          | 578      |
| 34    | SUI  | Francine Antonietti  | 569      |

Datum: 19. September 1988 

35 Teilnehmer aus 24 Ländern

### Luftpistole 10 m
| Platz | Land | Sportlerin           | Punkte     |
| ----- | ---- | -------------------- | ---------- |
| 1     | YUG  | Jasna Šekarić        | 489,5 (WR) |
| 2     | URS  | Nino Salukwadse      | 487,9      |
| 3     | URS  | Marina Dobrantschewa | 485,2      |
| 4     | BEL  | Anne Goffin          | 480,2      |
| 5     | GDR  | Anke Völker          | 479,3      |
| 6     | CHN  | Liu Haiying          | 476,9      |
| 7     | FRG  | Lieselotte Breker    | 476,0      |
| 8     | AUT  | Christine Strahalm   | 472,6      |
|       |      |                      |            |
| 19    | FRG  | Margit Stein         | 376        |
| 34    | SUI  | Francine Antonietti  | 365        |

Datum: 21. September 1988 

37 Teilnehmerinnen aus 26 Ländern

## Ergebnisse Mixed

### Skeet
| Platz | Land | Sportler               | Punkte   |
| ----- | ---- | ---------------------- | -------- |
| 1     | GDR  | Axel Wegner            | 222 (OR) |
| 2     | CHI  | Alfonso de Iruarrizaga | 221      |
| 3     | ESP  | Jorge Guardiola        | 220      |
| 4     | USA  | Daniel Carlisle        | 220      |
| 5     | CHN  | Zhang Weigang          | 219      |
| 6     | GDR  | Jürgen Raabe           | 219      |
| 7     | ITA  | Luca Scribani Rossi    | 196      |
| 8     | ARG  | Firmo Roberti          | 196      |
|       |      |                        |          |
| 10    | FRG  | Herbert Seeberger      | 196      |
| 11    | GDR  | Bernhard Hochwald      | 196      |
| 33    | AUT  | Josef Hahnenkamp       | 143      |
| 40    | FRG  | Wolfgang Trautwein     | 141      |
| 44    | FRG  | Michaela Rink          | 140      |

Datum: 24. September 1988 

52 Teilnehmer aus 31 Ländern

### Trap
| Platz | Land | Sportler          | Punkte   |
| ----- | ---- | ----------------- | -------- |
| 1     | URS  | Dmytro Monakow    | 222 (OR) |
| 2     | TCH  | Miloslav Bednařík | 222 (OR) |
| 3     | BEL  | Frans Peeters     | 219      |
| 4     | PER  | Francisco Boza    | 219      |
| 5     | NED  | Bean van Limbeek  | 219      |
| 6     | JPN  | Kazumi Watanabe   | 216      |
| 7     | URS  | Ourmas Saaliste   | 194      |
| 8     | FIN  | Arimatti Nummela  | 194      |
|       |      |                   |          |
| 15    | GDR  | Jörg Damme        | 191      |

Datum: 20. September 1988 

49 Teilnehmer aus 28 Ländern